# Eugène Tarbé des Sablons
Eugène-Louis Tarbé des Sablons, né le 9 septembre 1846 à Paris et mort le 20 novembre 1876 à Courbevoie, est un homme de lettres français.
Eugène Tarbé collabora à plusieurs journaux, avec son frère Edmond : ils firent en commun la critique musicale du Figaro, à l’époque où ce journal devint quotidien.